# Об'єкт 115
«Об'єкт 115» — проєкт радянського середнього трибаштового танка розробленого в 1938 році.

## Історія розробки
В СКБ-2 Ленінградського Кіровського Заводу був розроблений проєкт трибаштового танка «Об'єкт 115». Схема розташування башт була такою ж, як у Т-28. Спочатку танк озброювався гарматою Л-10 калібру 76,2 мм встановленою в конічної головній башті кругового обертання. Дві 45-мм гармати та кулемети ДТ встановлювалися спарено в малих баштах такої ж конічної форми. Після доопрацювання проєкту танк передбачалося озброїти 76,2-мм гарматою Л-10 з боєкомплектом з 76 пострілів та трьома 7,62-мм кулеметами ДТ які повинні були встановлюватися в головній башті. Схема розташування кулеметів в башті вежі виглядала таким чином: один праворуч від гармати, другий в кормовій частині башти та третій на даху. У двох малих передніх баштах встановлювалися 12,7-мм кулемети ДК.
Танк збирався з вальцьованих бронелистів товщиною від 20 до 60 мм. Листи кріпилися за допомогою зварювання. Лоб корпусу товщиною 60 мм. Силова установка двох варіантів: двигун М-17Ф карбюраторний 12-циліндровий, рідинного охолодження, потужністю 715 к.с. або дизель потужністю 800 к.с. при проєктній масі 32-33 тонни дозволяв би розвивати швидкість 50 км/год. Запас ходу становив 350—400 км. На танку спроєктували торсійну підвіску. Танк зберіг колісно-гусеничний хід як і Т-29. Ходова частина складалася на один борт з 5 опорних котків, 3 підтримуючих роликів, переднього напрямного та заднього ведучого колеса. Три задніх колеса були ведучими, три передніх — керованими.
Екіпаж складався з 6 осіб:
- командира машини,
- заряджаючого-радиста,
- навідника,
- механіка-водія
- двох кулеметників.

На даху головної башти встановлювалася командирська башточка з круговим оглядом.
1938 року навесні проєктні роботи по танку завершувалися. Були виготовлені робочі креслення.
Проєкти трибаштового танка були розглянуті в АБТУ РСЧА. Однак до того моменту вже дійшли висновку, що багатобаштові танки себе зжили і «Об'єкт 115» так і залишився лише на папері.